# Yeardley Smith
Yeardley Smith, all'anagrafe Martha Maria Yeardley Smith (Parigi, 3 luglio 1964), è un'attrice e doppiatrice statunitense.

## Biografia
È nota soprattutto per aver prestato la voce a Lisa Simpson, personaggio della serie animata I Simpson, dal 1989 a oggi accanto a Dan Castellaneta, Pamela Hayden, Nancy Cartwright, Julie Kavner e Hank Azaria. Nella sesta puntata della trentaduesima stagione, appare come sé stessa, diventando il secondo membro, dopo Dan Castellaneta, ad apparire nel cartone al di fuori del suo personaggio.
Nel 1997 recita nel film Qualcosa è cambiato.

## Filmografia parziale

### Cinema
- Catholic Boys (Heaven Help Us), regia di Michael Dinner (1985)
- La leggenda di Billie Jean (The Legend of Billie Jean), regia di Matthew Robbins (1985)
- Brivido (Maximum Overdrive), regia di Stephen King (1986)
- L'ora della rivincita (Three O'Clock High), regia di Phil Joanou (1987)
- Doppia verità (Listen to Me), regia di Douglas Day Stewart (1989)
- Zwei frauen - Il silenzio del lago ghiacciato (Zwei Frauen), regia di Carl Schenkel (1989)
- Ginger Ale Afternoon, regia di Rafal Zielinski (1989)
- Scappo dalla città - La vita, l'amore e le vacche (City Slickers), regia di Ron Underwood (1991)
- Toys - Giocattoli (Toys), regia di Barry Levinson (1992)
- We're Back! - Quattro dinosauri a New York (We're Back! A Dinosaur's Story), regia di Phil Nibbelink, Simon Wells, Dick Zondag e Ralph Zondag (1993) - voce
- Una promessa è una promessa (Jingle All the Way), regia di Brian Levant (1996) (non accreditata)
- Equivoci d'amore (Just Write), regia di Andrew Gallerani (1997)
- Qualcosa è cambiato (As Good as It Gets), regia di James L. Brooks (1997)
- Back by Midnight, regia di Harry Basil (2004)
- I Simpson - Il film (The Simpsons Movie), regia di David Silverman (2007) - voce
- Capodanno a New York (New Years'Eve), regia di Garry Marshall (2011)

### Televisione
- Un salto nel buio (Tales from the Darkside) - serie TV, episodio 2x23 (1986)
- I Simpson (The Simpsons) – serie TV (1989-in corso) - voce
- Ma che ti passa per la testa? (Herman's Head) – serie TV, 72 episodi (1991-1994)
- Dharma & Greg – serie TV, 17 episodi (1997-2002)
- The Big Bang Theory – serie TV, episodio 3x14 (2010)
- Revenge – serie TV, episodio 4x01 (2015)

## Doppiatrici italiane
Nelle versioni in italiano delle opere in cui ha recitato, Yeardley Smith è stata doppiata da:
- Tiziana Avarista in: Qualcosa è cambiato
- Roberta Paladini in Capodanno a New York
- Cristina Piras in The Big Bang Theory

Da doppiatrice è sostituita da:
- Monica Ward in: I Simpson, I Simpson - Il film, I Griffin